# Iphiaulax breviseta
Iphiaulax breviseta är en stekelart som först beskrevs av Günther Enderlein 1920.  Iphiaulax breviseta ingår i släktet Iphiaulax och familjen bracksteklar. Inga underarter finns listade i Catalogue of Life.